# Alfa Romeo

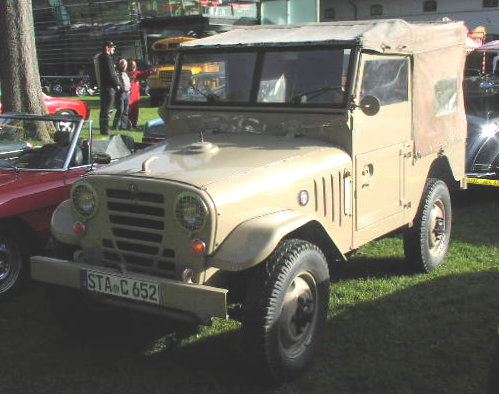
Alfa Romeo Matta

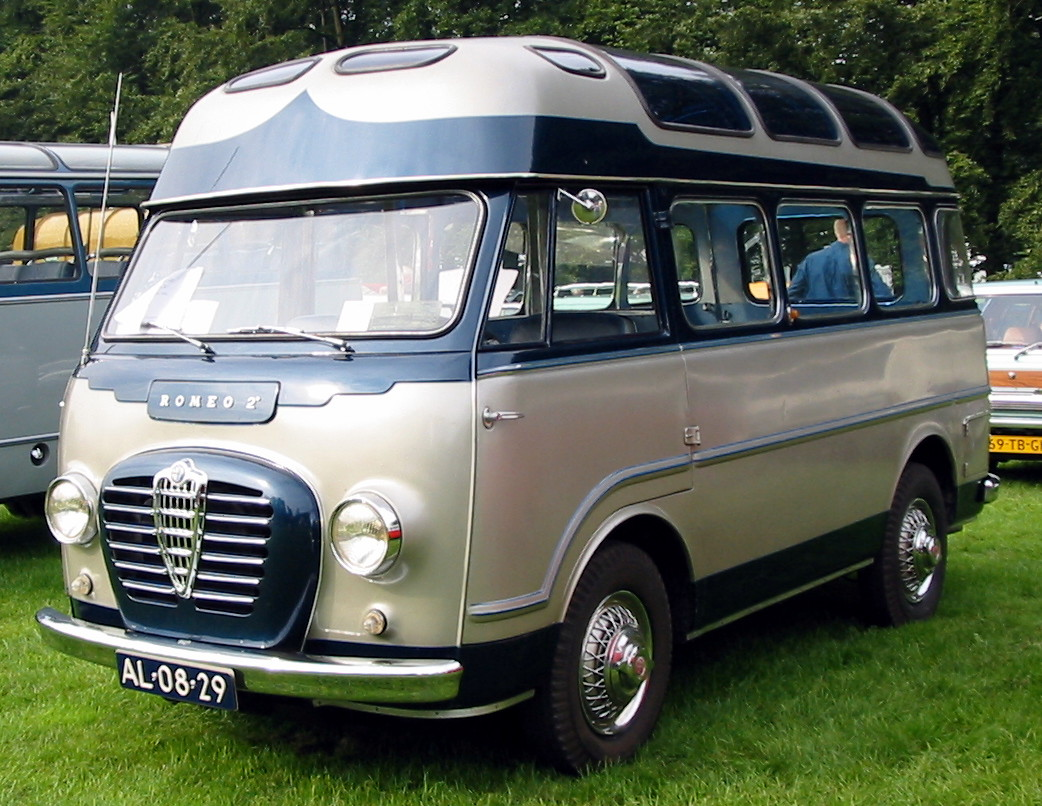
Alfa Romeo 2

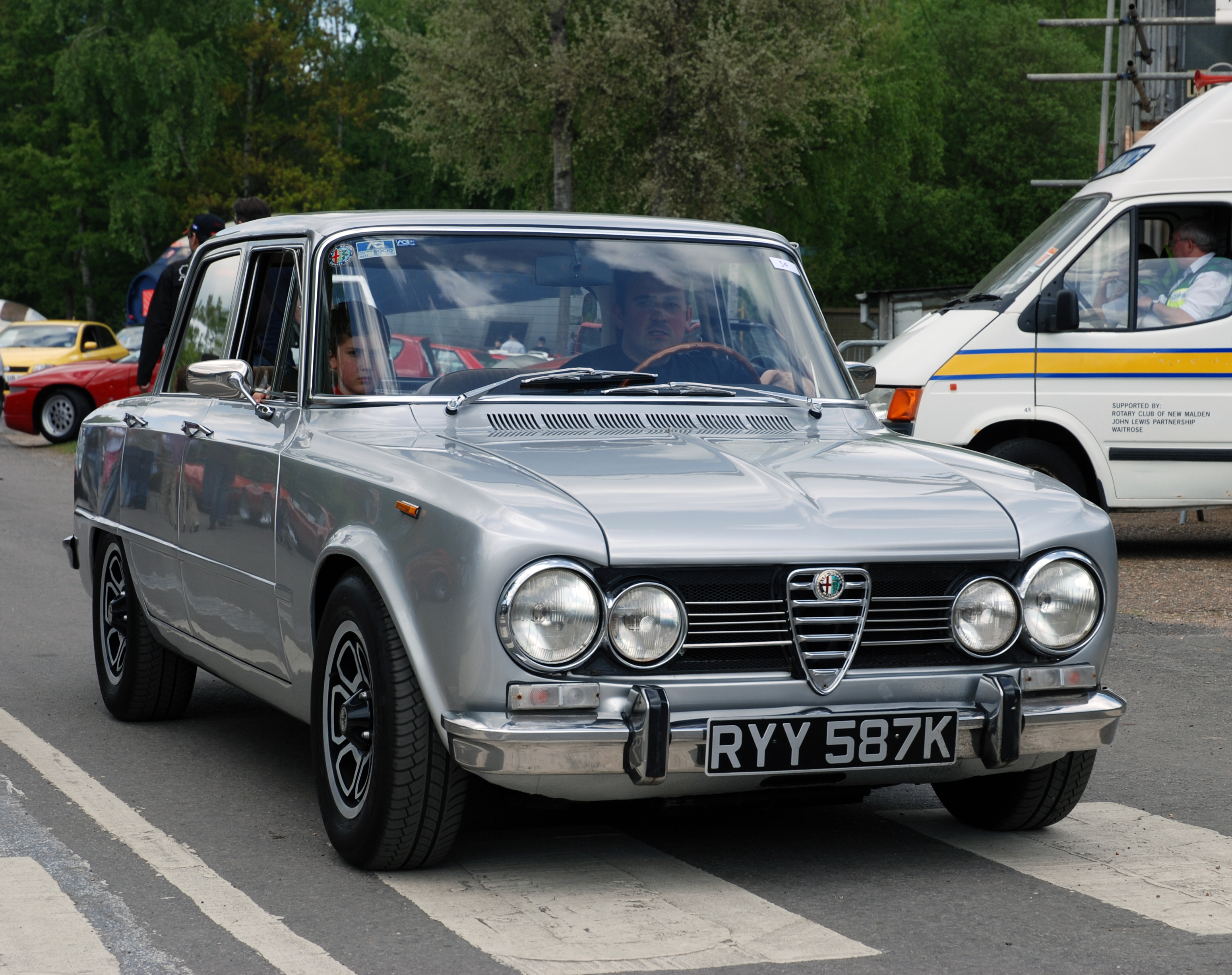
Alfa Romeo Giulia

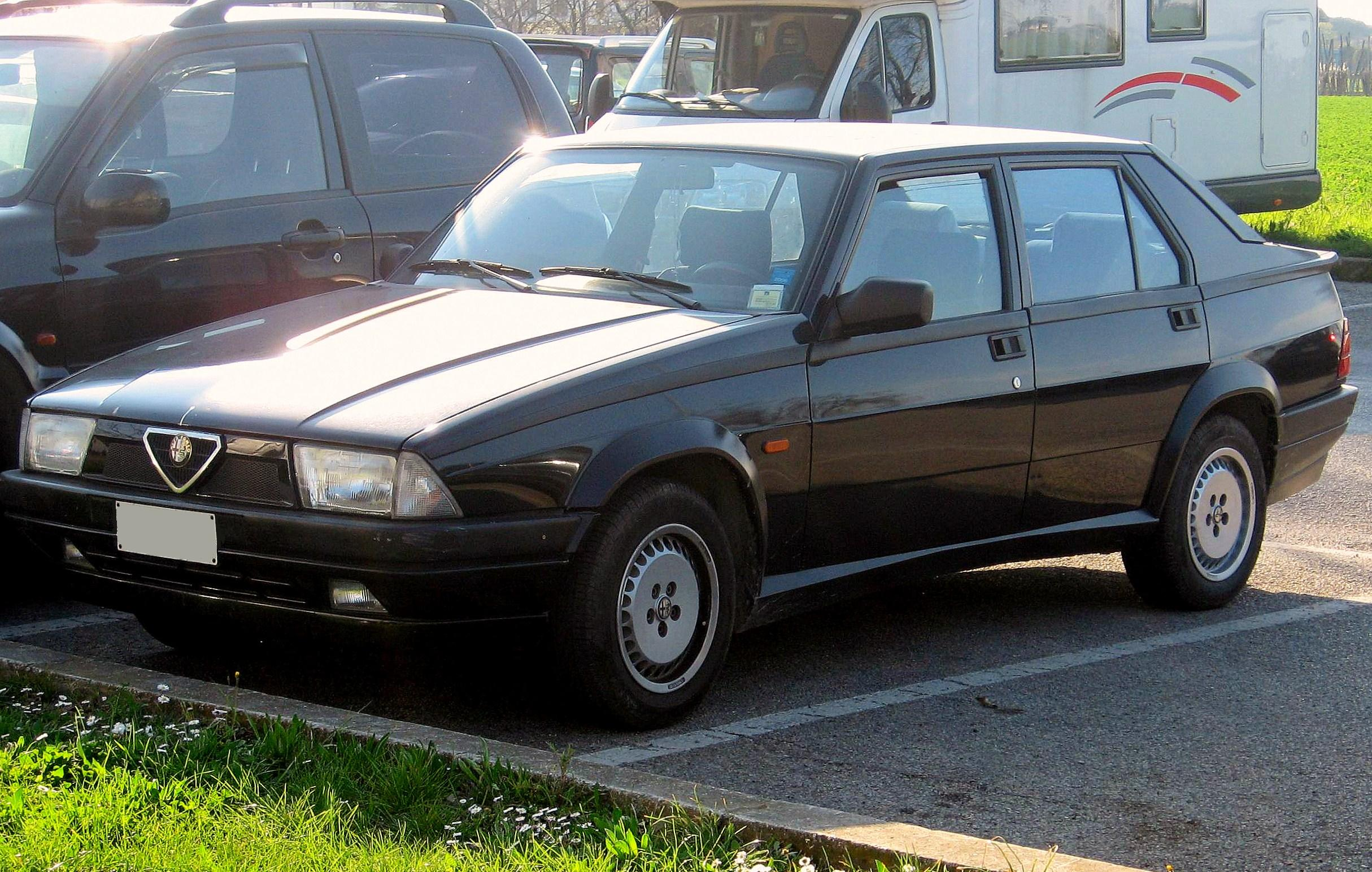
Alfa Romeo 75

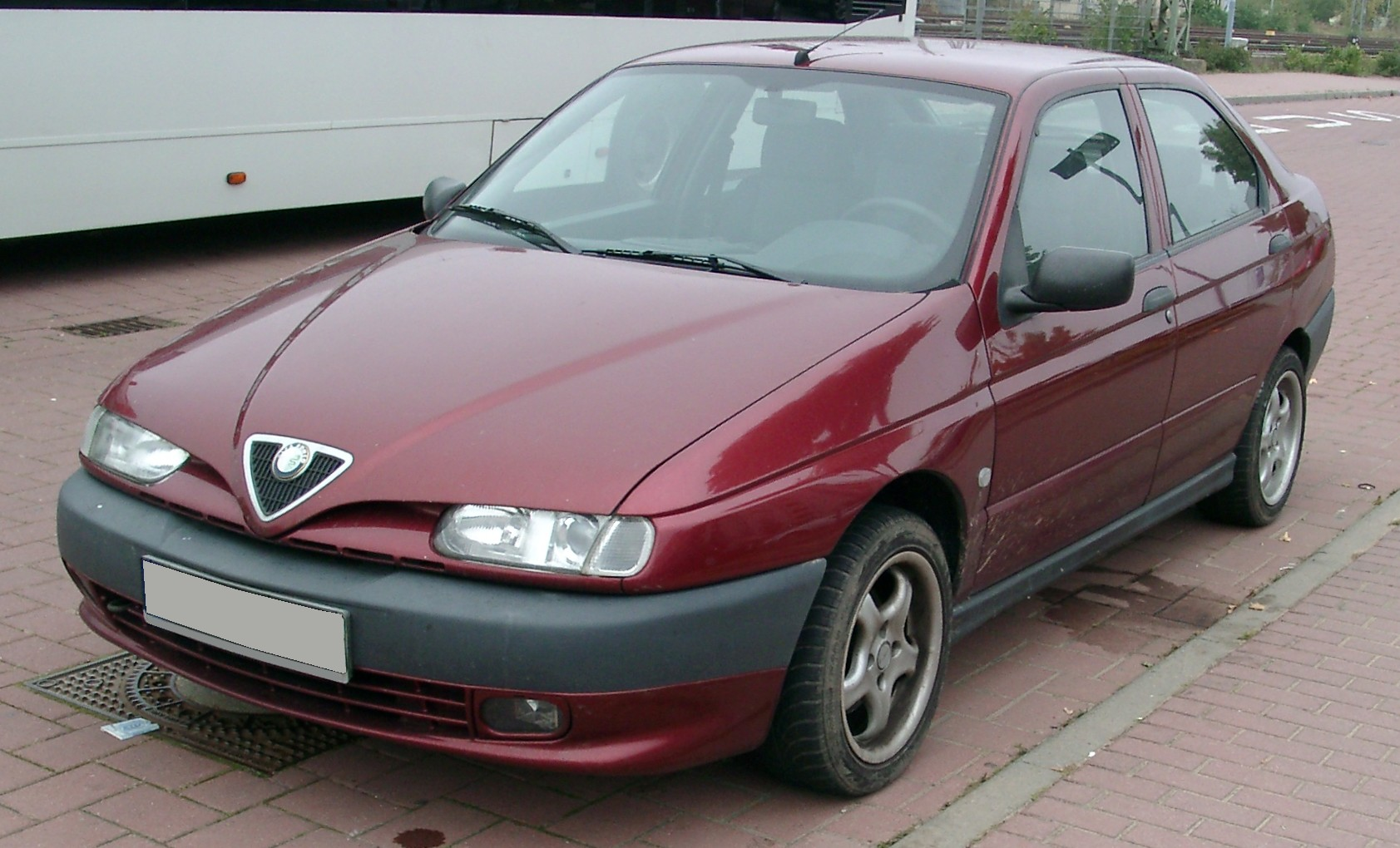
Alfa Romeo 146

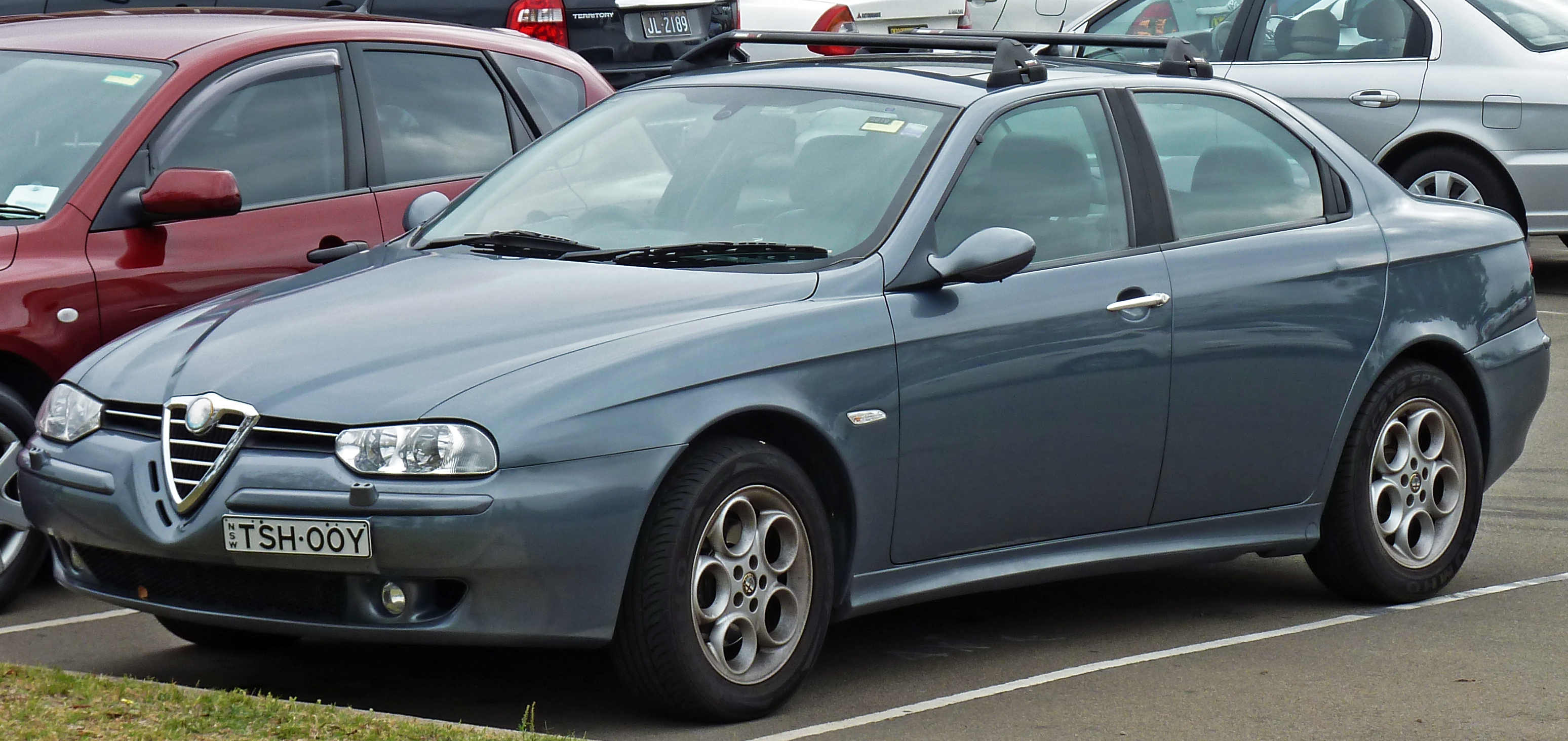
Alfa Romeo 156

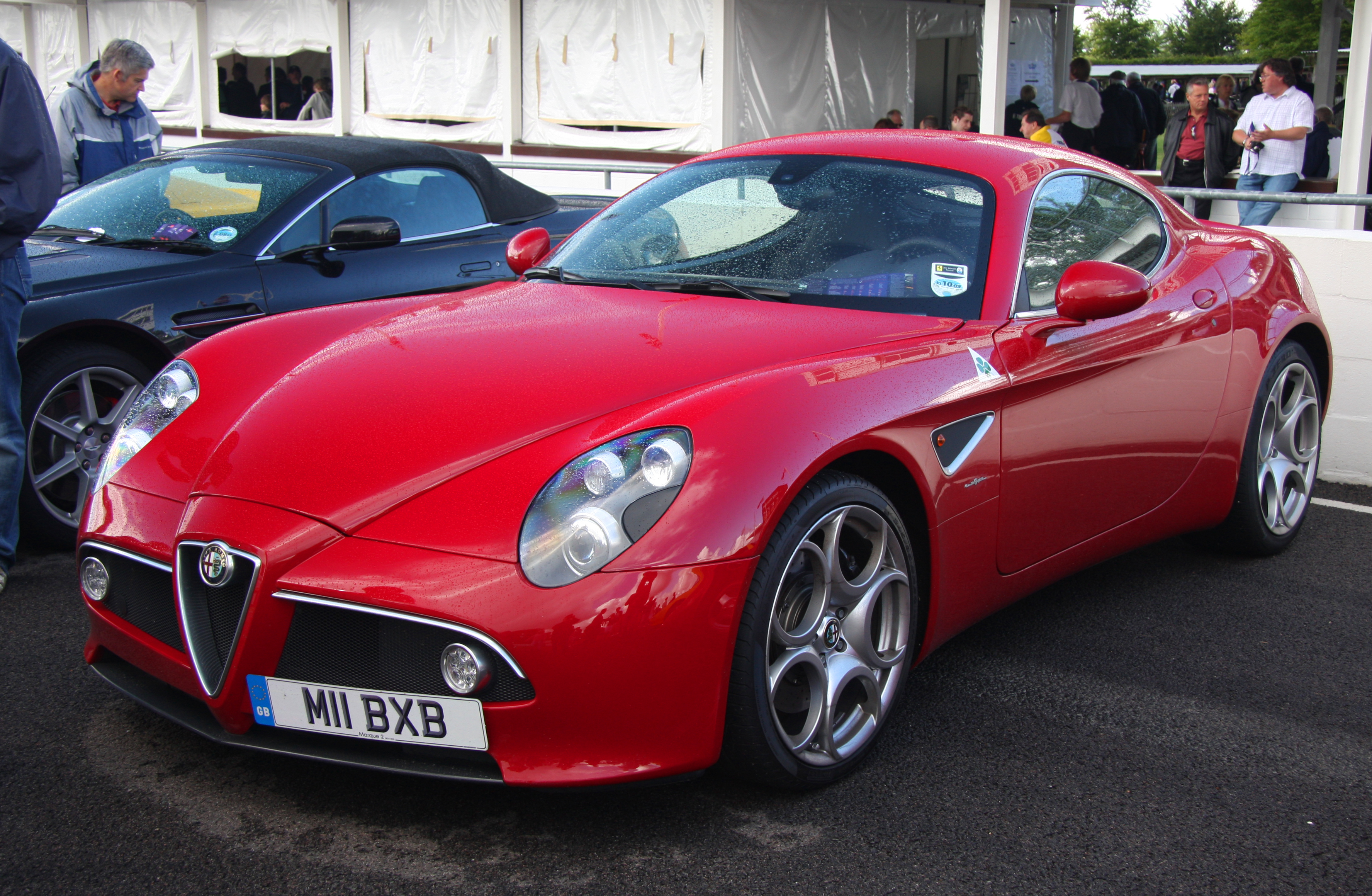
Alfa Romeo 8C Competizione

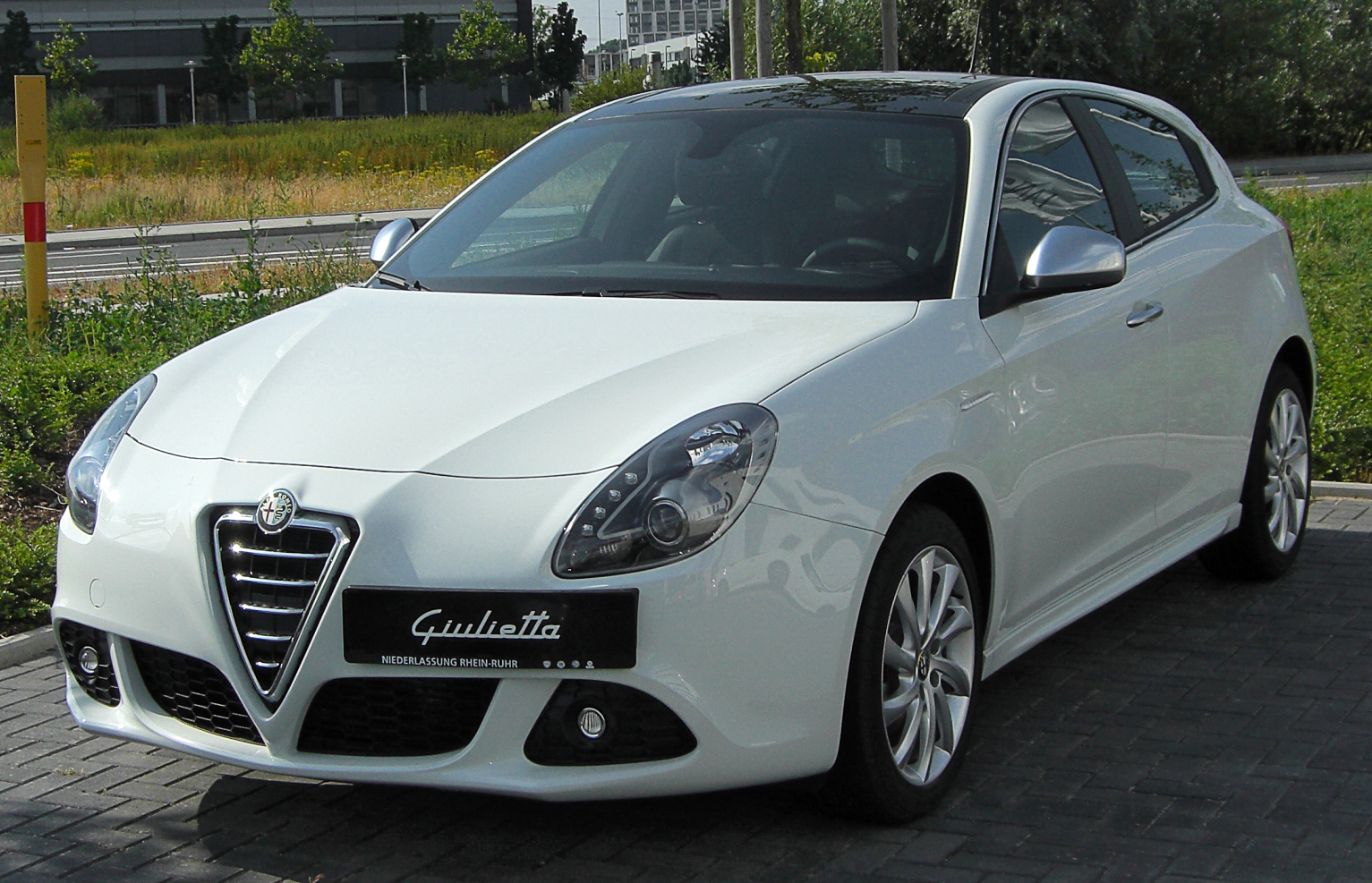
Alfa Romeo Giulietta (2010)

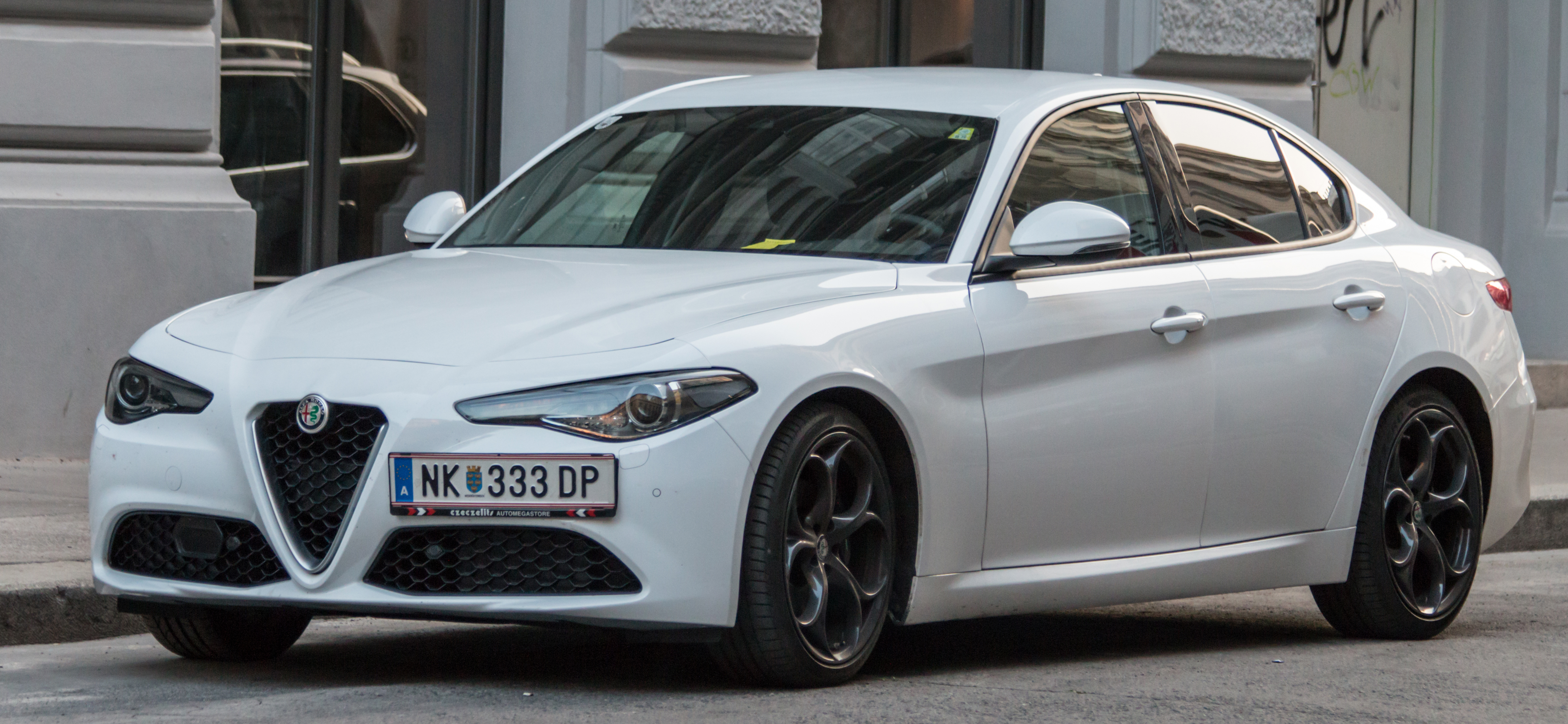
Alfa Romeo Giulia (2015)

Alfa Romeo – włoski producent samochodów sportowych, osobowych oraz wyścigowych z siedzibą w Turynie działający od 1910 roku. Wchodzi w skład międzynarodowego koncernu Stellantis.

## Historia
W 1906 roku pionier motoryzacji Alexandre Darracq założył w miejscowości Portello, w pobliżu Mediolanu firmę sprzedającą samochody, która w 1909 roku we własnej fabryce rozpoczęła montaż samochodów marki Darracq. Alexandre Darracq popadł w kłopoty finansowe i w 1910 roku okoliczni przedsiębiorcy z Lombardii wykupili jego zakład, po czym nazwali go Alfa, która to nazwa była skrótem od Anonima Lombarda Fabbrica Automobili (pol. Lombardzka Fabryka Samochodów Spółka Akcyjna). W czasie I wojny światowej władze zmusiły zakład do podjęcia produkcji wojskowej. W 1918 roku kierownictwo zakładów objął inżynier Nicola Romeo. Od jego nazwiska powstała druga część nazwy Alfa Romeo.
W 1933 roku Alfa Romeo została kupiona przez państwową organizację IRI (Instituto Riconstruzione Industriale), zachowując jednak pełną autonomię.
Przez kilkadziesiąt lat firma Alfa Romeo wyróżniała się stosując w produkowanych przez siebie samochodach silniki w układzie boxer. Po jej przejęciu od IRI przez koncern FIAT w listopadzie 1986 roku, ze względów oszczędnościowych zaniechano produkcji silników tego typu.
Wśród pojazdów użytkowych marki Alfa Romeo były ciężarówki, trolejbusy i samochody dostawcze. W latach 40. i 50. produkowano m.in. trolejbusy Alfa Romeo 110AF oraz Alfa Romeo 140AF. Firma produkowała również samochody terenowe Alfa Romeo Matta.
Samochody marki są najczęściej stylizowane przez firmę Carrozzeria Pininfarina.
Wiosną 2014 roku Fiat oficjalnie ogłosił plan rewitalizacji Alfy Romeo, dzięki któremu roczna sprzedaż ma wzrosnąć z 70 tys. aut w roku 2013 do 400 tys. w roku 2018. By osiągnąć ten cel Włosi zamierzają wprowadzić nowe modele. Pierwszy z nich, czyli Giulia, ma pojawić się w drugiej połowie 2015 roku. W kolejnych latach zadebiutować ma siedem nowych modeli, wszystkie z napędem na tylną oś.

## Modele samochodów

### Obecnie produkowane

#### Samochody osobowe
- Giulia

#### SUV-y i Crosovery
- Junior

- Tonale
- Stelvio

#### Supersamochody
- 33 Stradale

### Historyczne
- 24 HP(inne języki) (1910–1920)
- 12 HP(inne języki) (1910–1911)
- 15 HP (1911–1920)
- G1 (1920–1921)
- 40-60 HP (1913–1922)
- 20-30 HP (1921–1922)
- RM (1923–1925)
- RL (1922–1927)
- 6C Sport (1929–1933)
- 2300 Le Mans (1931–1934)
- 8C (1931–1939)
- 6C 2300 MM (1935–1939)
- 6C (1927–1954)
- Matta (1952–1954)
- Romeo (1954–1957)
- 1900 (1950–1959)
- 2000 (1958–1962)
- Dauphine (1959–1964)
- Giulietta (1954–1965)
- Giulietta Sprint Speciale (1959–1966)
- Giulia TZ (1963–1967)
- Gran Sport Quattroruote (1965–1967)
- 2600 (1961−1968)
- GTA (1965–1969)
- 33 Stradale (1967–1969)
- Giulia Sprint (1963–1977)
- 1750 Berlina (1967–1977)
- 2000 Berlina (1967–1977)
- Montreal (1971–1977)
- Giulia (1962–1978)
- F12 (1967–1983)
- Alfasud (1972–1983)
- Alfetta (1972–1985)
- Giulietta (1977–1985)
- 2300 (1974–1986)
- Alfa 6 (1979–1986)
- Arna (1983–1987)
- 90 (1984–1987)
- AR8 (1978–1989)
- Sprint (1979–1989)
- AR6 (1985–1989)
- 75 (1985–1992)
- SZ (1989–1993)
- 33 (1983–1995)
- 164 (1987–1997)
- 155 (1992–1998)
- 146 (1994–2000)
- GTV (1994–2004)
- 156 (1996–2004)
- 166 (1998–2007)
- Spider (1966–2010)
- 147 (2000–2010)
- GT (2003–2010)
- Brera (2005–2010)
- TZ3 Corsa (2010)
- 8C Competizione (2007–2010)
- TZ3 Stradale (2011)
- 159 (2005–2012)
- Disco Volante (2013)
- Disco Volante Spider (2016)
- MiTo (2008–2018)
- Giulietta (2010–2020)
- 4C (2013–2020)
- Giulia SWB Zagato (2020)

## Samochody wyścigowe

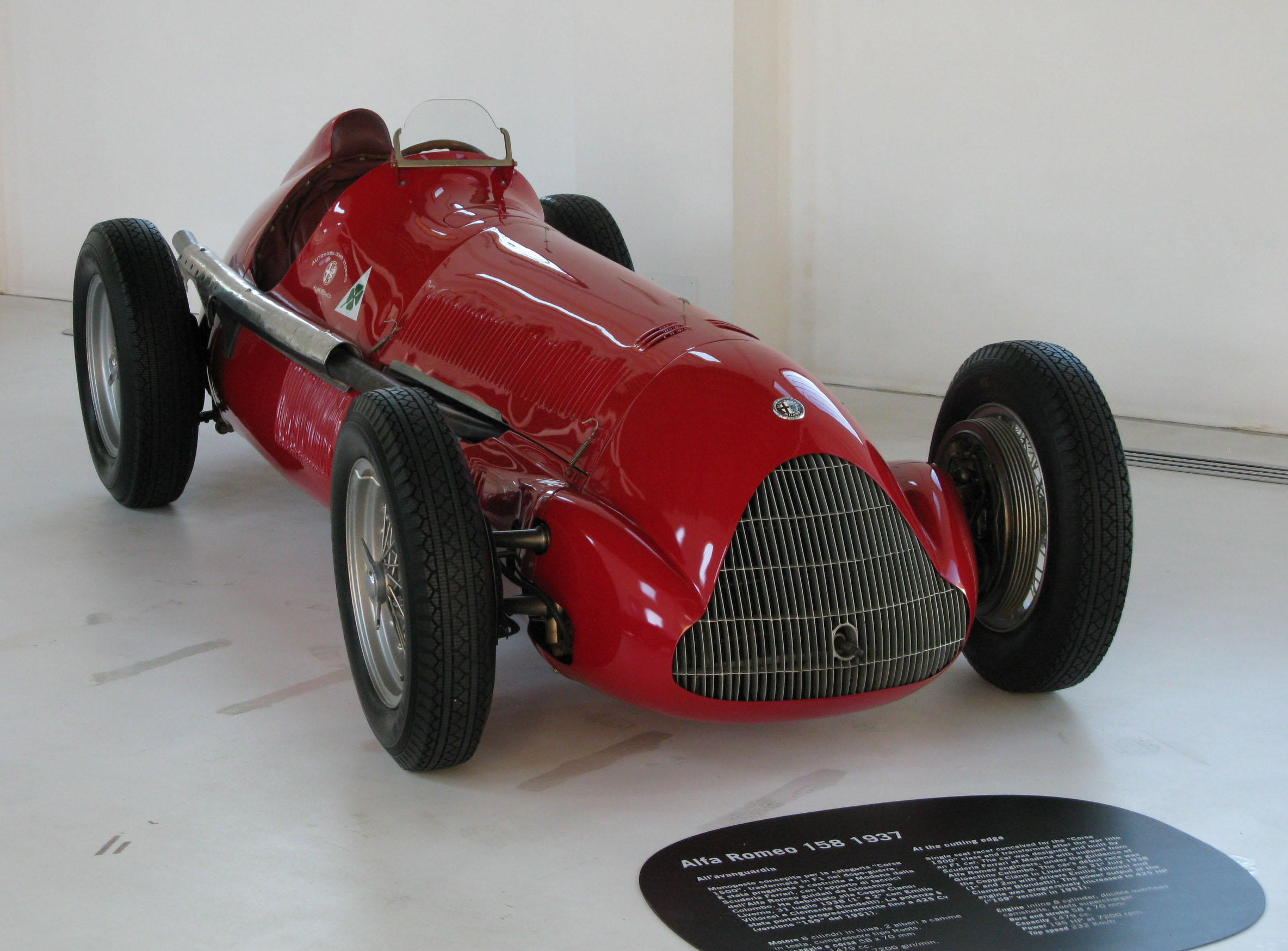
Alfa Romeo 158

- Grand Prix (1914)
- P2 (1924–1930)
- 158 (1938–1951)
- Typ 33 (1967–1977)
- 177 (1979)
- 179 (1979−1982)
- 182 (1982)
- 183T (1983)
- 184T (1984–1985)
- 185T (1985)

## Ciężarowe i autobusy

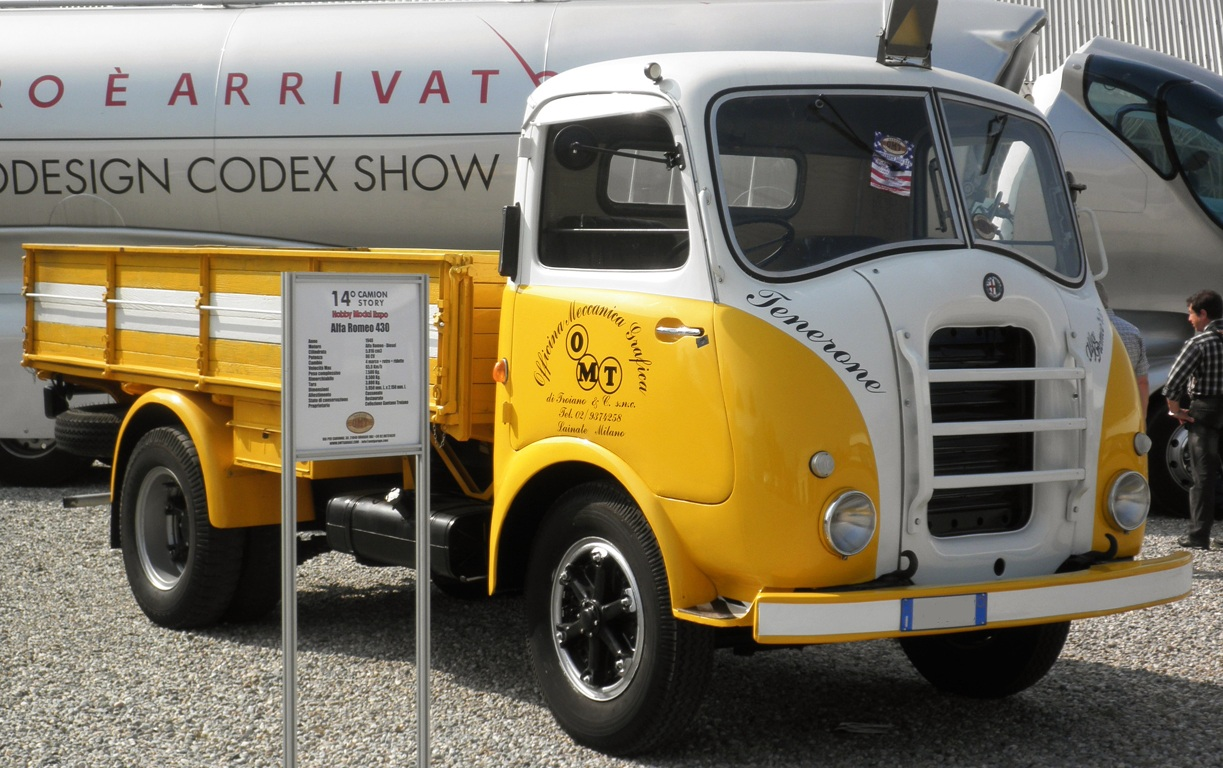
Alfa Romeo 430

- 350 (1935–1937)
- 500 (1937–1945)
- 800 (1940–1947)
- 430 (1940−1950)
- 900 (1947–1954)
- 900A (1952–1956)
- 140 (1950–1958)
- 450 (1947–1959)
- 902A (1957–1959)
- 140 AF (1949–1960)

## Studyjne

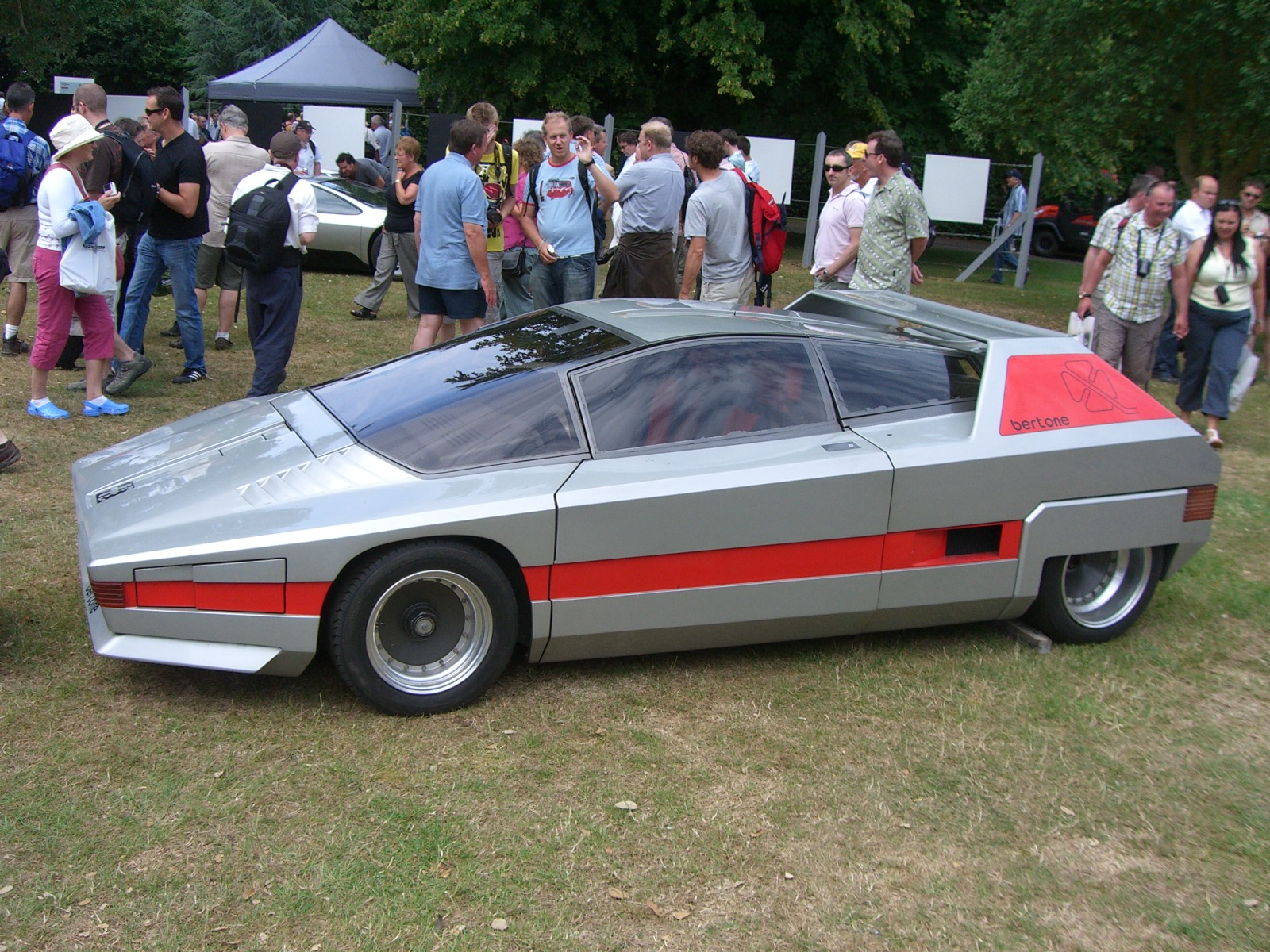
Alfa Romeo Navajo (1976)

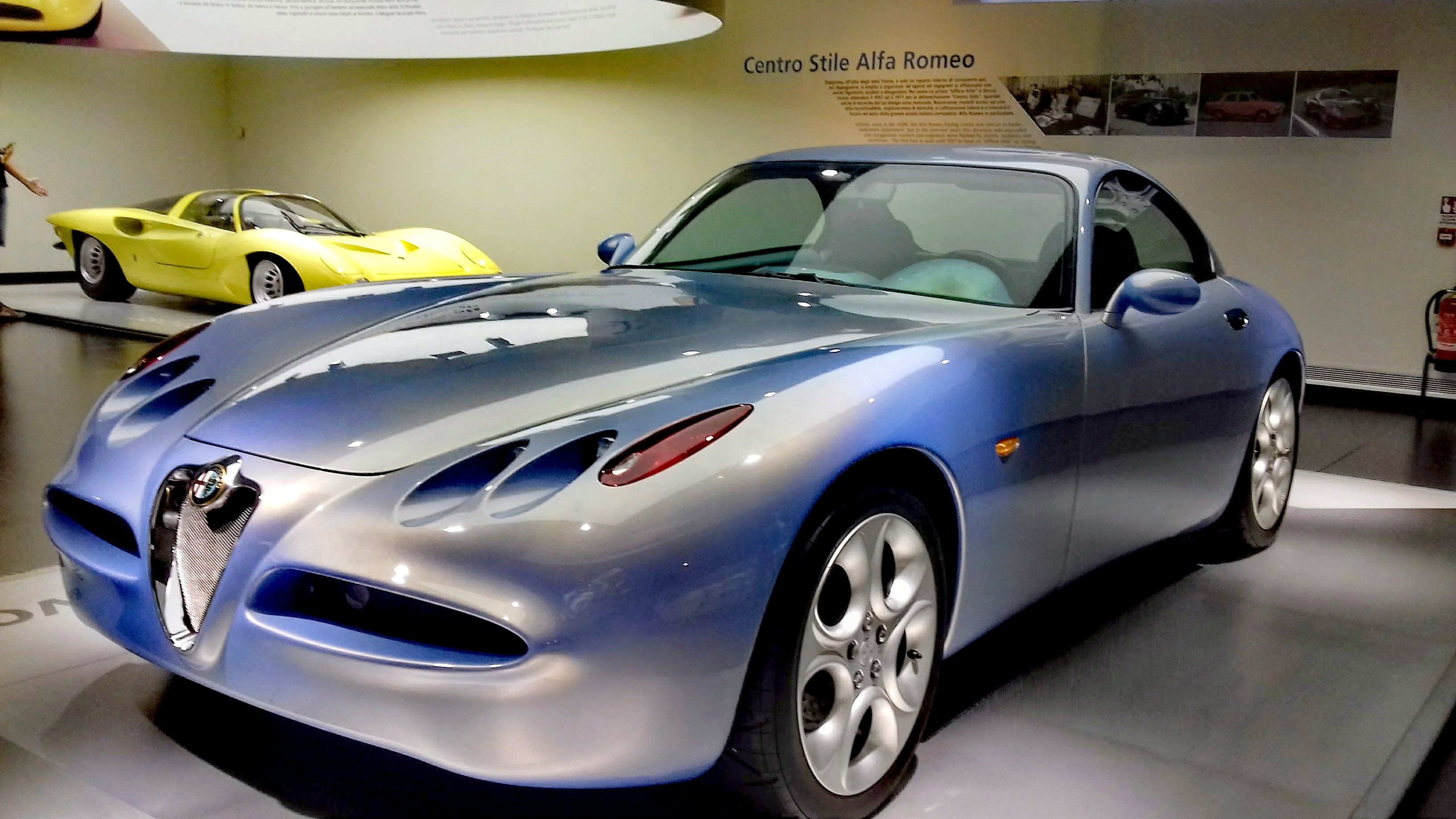
Alfa Romeo Nuvola (1996)

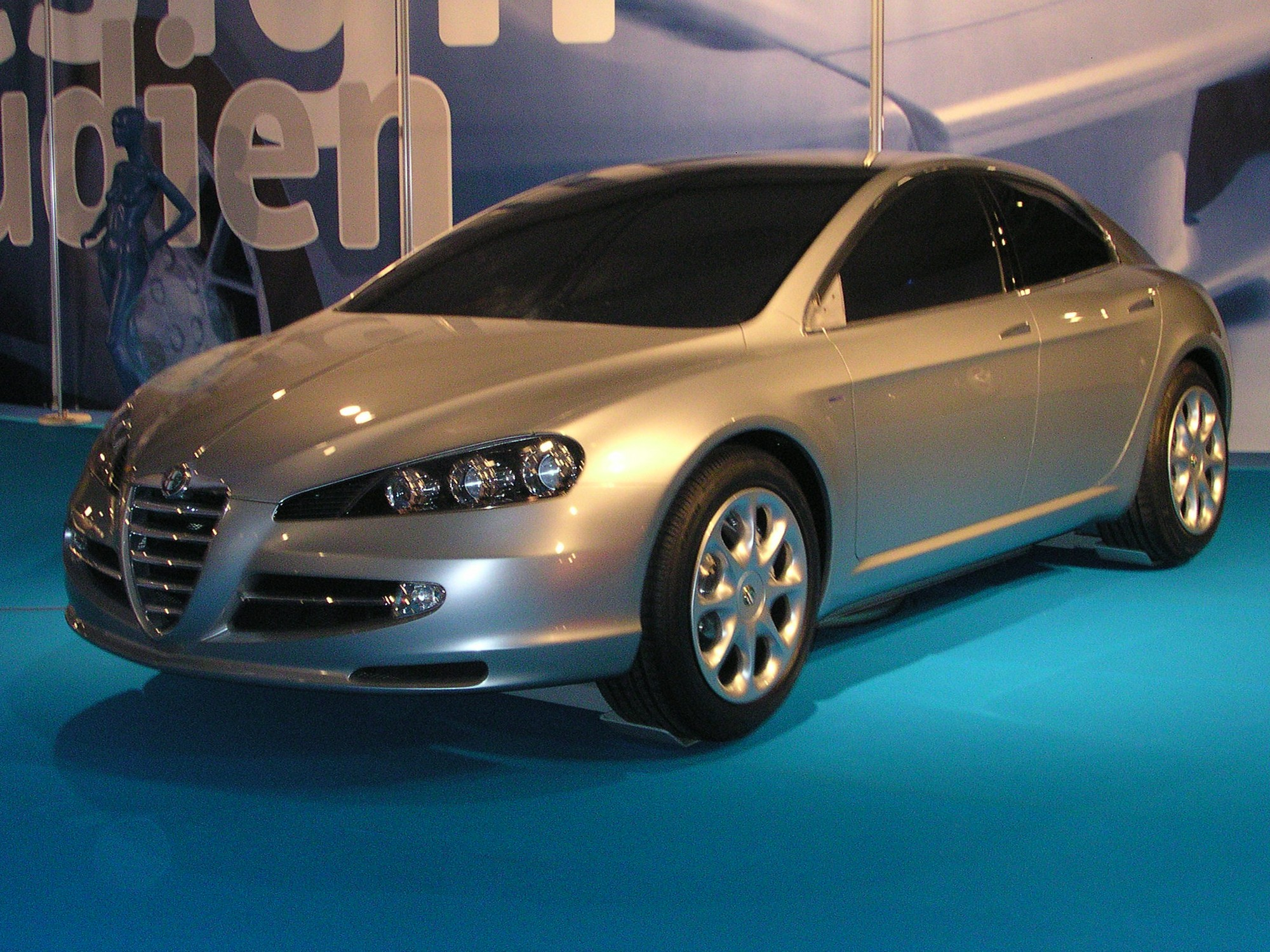
Alfa Romeo Visconti (2004)

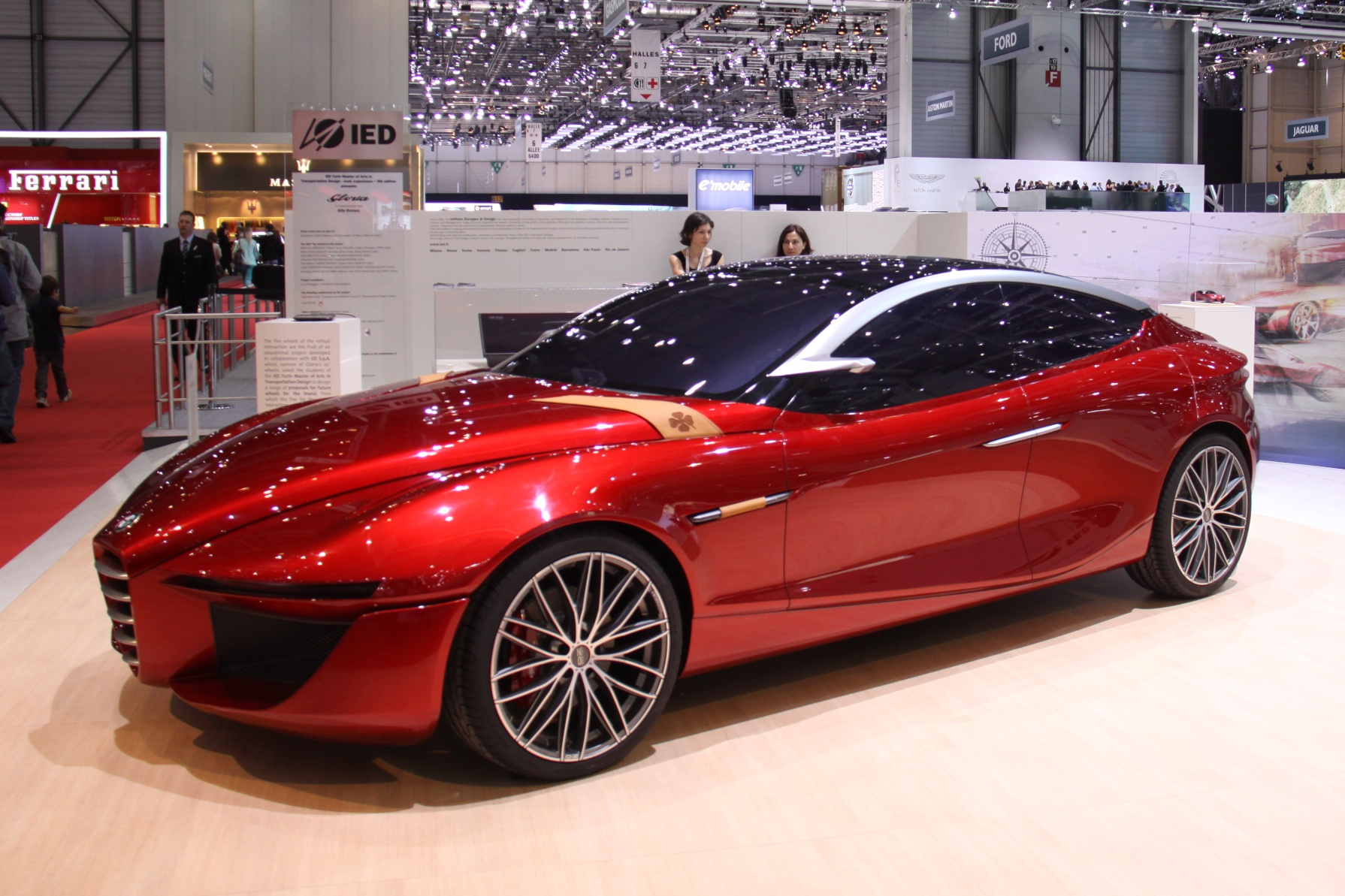
Alfa Romeo Gloria (2013)

- Alfa Romeo 40-60 HP Aerodinamica (1913)
- Alfa Romeo Disco Volante (1952)
- Alfa Romeo B.A.T. 5 (1953)
- Alfa Romeo B.A.T. 7 (1954)
- Alfa Romeo 2000 Sportiva (1954)
- Alfa Romeo 1900 Sport Spider (1954)
- Alfa Romeo B.A.T. 9 (1955)
- Alfa Romeo Giulietta Bertone Spider 002 (1955)
- Alfa Romeo Giulietta Bertone Spider 004 (1955)
- Alfa Romeo Alfa Romeo Superflow III (1959)
- Alfa Romeo Alfa Romeo Superflow IV (1960)
- Alfa Romeo 2000 Sprint Praho (1960)
- Alfa Romeo Giulietta SS Spider Aerodinamica (1961)
- Alfa Romeo Giulietta SS Coupe Speciale (1962)
- Alfa Romeo 2600 Spider Speciale (1962)
- Alfa Romeo 2600 Coupe Speciale (1963)
- Alfa Romeo 2600 Sprint HS (1963)
- Alfa Romeo Giulia GT Spider (1963)
- Alfa Romeo Canguro (1964)
- Alfa Romeo Giulia 1600 Sport (1965)
- Alfa Romeo Giulia SS Bertone Prototipo (1965)
- Alfa Romeo Scarabeo (1966)
- Alfa Romeo Montreal Expo Prototipo (1967)
- Alfa Romeo Carabo (1968)
- Alfa Romeo Iguana (1968)
- Alfa Romeo P33 Roadster G.S. (1968)
- Alfa Romeo 33.2 (1969)
- Alfa Romeo Caimano (1971)
- Alfa Romeo Cuneo (1971)
- Alfa Romeo Alfetta Spider (1972)
- Alfa Romeo Scarabeo II (1973)
- Alfa Romeo Eagle (1975)
- Alfa Romeo Navajo (1976)
- Alfa Romeo New York Taxi (1976)
- Alfa Romeo Capsula (1982)
- Alfa Romeo Zeta 6 (1983)
- Alfa Romeo Delfino (1983)
- Alfa Romeo Tempo Libero (1984)
- Alfa Romeo Vivace (1986)
- Alfa Romeo Proteo (1991)
- Alfa Romeo Proteggo Cinque (1995)
- Alfa Romeo Vittoria (1995)
- Alfa Romeo Nuvola (1996)
- Alfa Romeo Issima (1996)
- Alfa Romeo Sportut (1997)
- Alfa Romeo Monoposto (1997)
- Alfa Romeo Scighera (1997)
- Alfa Romeo Darda (1998)
- Alfa Romeo Bella (1999)
- Alfa Romeo Vola (2000)
- Alfa Romeo Brera Concept (2002)
- Alfa Romeo 8C Competizione Concept (2003)
- Alfa Romeo Kamal (2003)
- Alfa Romeo GT Cabrio (2003)
- Alfa Romeo Visconti (2004)
- Alfa Romeo Spix (2006)
- Alfa Romeo Diva (2006)
- Alfa Romeo Coleos (2008)
- Alfa Romeo B.A.T. 11 (2008)
- Alfa Romeo Berlina Da Corsa (2009)
- Alfa Romeo Montreal Concept (2009)
- Alfa Romeo MiTo GTA (2009)
- Alfa Romeo Essence (2010)
- Alfa Romeo 2uettottanta (2010)
- Alfa Romeo Pandion (2010)
- Alfa Romeo 4C (2011)
- Alfa Romeo Giulia Concept (2011)
- Alfa Romeo 12C GTS Concept (2012)
- Alfa Romeo Gloria (2013)
- Alfa Romeo Tonale Concept (2019)

## Zakłady produkcyjne Alfa Romeo
Auta marki produkowane są w zakładzie macierzystym Portello koło Mediolanu oraz od 1961 roku również w miejscowości Arese koło Mediolanu, a od 1972 roku także w Pomigliano d’Arco koło Neapolu. Jeden z zakładów umiejscowiony jest również u podnóża wzgórza Monte Casino w miejscowości Pedimonte San Germano. W 1986 roku FIAT przejął tę firmę od państwa, czyli ówczesnego właściciela. W ramach restrukturyzacji produkcji w koncernie FIAT Auto w latach 90. zamknięto zakłady w Portello i Arese, koncentrując ją w Pomigliano d’Arco. Produkcja niektórych modeli odbywała (np. Alfa Romeo 166) i odbywa się również w fabryce Fiata w dzielnicy Turynu – Mirafiori. Modele coupe i cabrio powstają w małych seriach, sięgających kilkuset lub kilka tysięcy sztuk rocznie, w zakładach firmy stylistycznej Pininfarina.
W latach 80. na zlecenie firmy Alfa Romeo i z wykorzystaniem jej podzespołów produkowano samochody dostawcze Alfa Romeo AR6 (w Val di Sangro) oraz Alfa Romeo AR8 (prawdopodobnie w Suzzara).
W 1952 roku zawarto porozumienie z brazylijską firmą Fábrica Nacional de Motores (FNM). W jego ramach w latach 50. produkowano tam na licencji samochody ciężarowe i autobusy Alfa Romeo pod marką FNM. Od 1960 roku produkowano tam również osobowy model FNM 2000, czyli brazylijską wersję modelu Alfa Romeo 2000. Powstawał on do połowy lat 70. Później firma FNM została przejęta przez Fiata i przekształcona w jego brazylijską filię Fiat Automoveis. Przywrócono markę Alfa Romeo i pojazdy nią oznaczane wytwarzano w Brazylii do 1986 roku. W 1983 roku we współpracy z koncernem Nissan powstawał model Arna. Nie cieszył się jednak popularnością i w 1987 roku został wycofany z produkcji.

## Udział w wyścigach
Alfa Romeo od początków działalności aż do chwili obecnej z powodzeniem bierze udział w różnych wyścigach samochodowych:
- 1913 – pierwszy samochód wyścigowy Alfa – typ 40/60HP, z 4 cylindrowym silnikiem o pojemności skokowej 6 litrów
- 1925 – model P2 po raz pierwszy wygrywa mistrzostwa świata
- 1950 – początek czasów zespołu Alfa Romeo w Formule 1; model 158/159 Alfetta zdobywa mistrzostwo dwa lata z rzędu, a mianowicie: w 1950 roku kierowca Giuseppe „Nino” Farina, następnie w 1951 roku Juan Manuel Fangio. Po tych sukcesach Alfa Romeo już nigdy nie wygrała ani jednego wyścigu jako konstruktor samochodu i tylko 2 wyścigi jako dostawca silników.
- Od 1965 pierwszeństwo w wyścigach Formuły 1 przejmuje Ferrari, natomiast Alfa Romeo przestawia się na wyczynowe wozy turystyczne wprowadzając legendarny model Alfa Romeo GTA (GTA oznacza Gran Turismo Allegerita), wykonany z zastosowaniem konstrukcyjnego stopu aluminium, co się odzwierciedla w nazwie, mianowicie Allegerita oznacza właśnie konstrukcja lekka, a dokładniej „odelżona”.
- 1992 – Nicola Larini na Alfie Romeo 155 GTA zdobywa tytuł mistrza Włoch w kategorii samochodów turystycznych
- Od 1993 roku Alfa Romeo 155 V6 TI (TI oznacza „Turismo Internazionale”, czyli międzynarodowe turismo) bierze zwycięski udział w niemieckich wyścigach wozów turystycznych DTM (DTM oznacza Deutsche Tourenwagen Meisterschaft), a w 1994 roku kierowca Nicola Larini na tym wozie został mistrzem Niemiec.
- Od 2001 roku Alfa Romeo bierze udział w nowo ustanowionych zawodach ETCC, które przemianowano później na WTCC i zdobywa pierwsze miejsce, również w roku następnym
- W listopadzie 2017 została sponsorem tytularnym szwajcarskiego zespołu Sauber, który uczestniczy w Formule 1[3]